# Grif (1976)
Grif – estoński kuter patrolowy projektu 1400M (oznaczenie NATO: Zhuk), wcześniej radziecki. Zbudowany w 1976 roku, służył w radzieckiej Flocie Bałtyckiej, a następnie w Estonii w latach 1994–2001. Nosił numer burtowy P 401, wcześniej P 67. Pierwszy okręt odrodzonej Estońskiej Marynarki Wojennej.

## Budowa
Okręt należał do licznego typu kutrów patrolowych projektu 1400 i pochodnych (typu Grif, w kodzie NATO: Zhuk), budowanych w ZSRR od końca lat 60. dla własnej marynarki i na eksport. Zbudowano około 300 okrętów tego typu, w kilku modyfikacjach, głównie w stoczni Morie w Teodozji na Krymie. Przyszły „Grif” należał do projektu 1400M i został zbudowany tam w 1976 roku (brak jest bliższych informacji o jego budowie).

## Skrócony opis
Kadłub okrętów projektu 1400M był spawany z prefabrykowanych segmentów. Wyporność standardowa wynosiła 36,5 ton, a pełna 40 ton. Długość całkowita wynosiła 23,8 m, szerokość 5 m, zaś zanurzenie 1 m, a razem ze śrubami – 1,9 m. Załoga etatowo w ZSRR liczyła 9 osób, w tym jeden oficer. W Estonii podawano 15 osób załogi.
Napęd stanowiły dwa silniki wysokoprężne M401BT o łącznej mocy 2200 KM, napędzające dwie śruby. Prędkość maksymalna wynosiła 30 węzłów. Zasięg pływania wynosił 450 mil morskich przy prędkości 13 w, a autonomiczność: 5 dób
Uzbrojenie projektu 1400M oryginalnie stanowiły dwa lub cztery karabiny maszynowe kalibru 12,7 mm NSW, podwójnie sprzężone w jednej lub dwóch wieżach Utios-M na dziobie i ewentualnie na rufie. Do Estonii kuter sprzedano bez uzbrojenia. W Estonii uzbrojenie stanowił tylko jeden karabin maszynowy kalibru 12,7 mm.
Kutry wyposażone był w radar dozoru nawodnego i nawigacyjny Łocyja (w kodzie NATO: Spin Through). W Estonii ponadto zamontowano radar nawigacyjny Furuno. 

## Służba
Kuter służył początkowo we Flocie Bałtyckiej ZSRR. Nosił oznaczenie P 67.
Podczas rozpadu ZSRR okręt został zakupiony w grudniu 1991 roku. Według części źródeł, zakup został dokonany przez rosyjską firmę z przeznaczeniem dla przyszłej estońskiej marynarki. Okręt trafił do estońskiej paramilitarnej Ligi Obrony (Kaiteselit). Według części źródeł, wycofujące się z Tallina po odzyskaniu niepodległości przez Estonię wojska radzieckie uszkodziły okręt. Po odtworzeniu w 1994 roku marynarki Estonii kuter, nazwany „Grif”, stał się jej pierwszym okrętem. Został wcielony do służby 1 lutego 1994 roku jako okręt patrolowy, z numerem burtowym P 401. Wcielono też drugi bliźniaczy okręt „Leopard” (P 402).
„Grif” został wycofany ze służby 27 kwietnia 2001 roku. Został następnie zachowany jako eksponat na nabrzeżu bazy Lennusadam w Tallinie, która od 2012 roku stała się siedzibą Estońskiego Muzeum Morskiego.